# Bagnanti a San Niccolò
Bagnanti a San Niccolò è un dipinto a olio su tela (140x180cm) realizzato da Passignano nel 1600.

## Descrizione
Un nutrito gruppo di giovani uomini gioca, discorre e si rilassa lungo le sponde e nelle acque dell'Arno, mentre sullo sfondo si staglia la Porta San Niccolò. Mentre la vita prosegue sui balconi e sui tetti di Firenze, dove alcune persone ritirano il bucato, gran parte degli uomini si tuffano o restano a mollo nelle acque del fiume. In primo piano sulla sinistra un uomo siede con le gambe penzolanti nell'acqua, mentre un altro uomo si issa fuori dal fiume mentre lo guarda in faccia. Passignano ha datato e firmato l'opera ("OPs. DOMCI. PASSIGNANI / FLO MDC"), appena dietro l'uomo seduto, proprio al centro della tela.
Con le scene di vita quotidiana e il sottotesto omoerotico, l'opera si allontana dalla gran parte della produzione artistica di Passignano, prevalentemente incentrata su soggetti storici, mitologici o religiosi. Il catalogo di Sotheby's ha descritto Bagnanti a San Niccolò come "forse il più importante esempio artistico di arte omoerotica nel tardo periodo manierista".

## Storia

### Contesto
Così come nell'antichità classica, anche nell'Europa rinascimentali i bagni pubblici favorivano incontri sessuali tra uomini. Nel 1492 Isabella di Castiglia ordinò la chiusura di bagni pubblici a Grenada perché sospetti di facilitare attività omosessuali; l'11 ottobre dello stesso anno, a Firenze, gli Otto di Guardia e Balia ordinarono al proprietario di un bagno di proibire l'ingresso a giovani sospettati di essere prostituti. Michael Rocke cita appunta il dipinto di Passignano come esempio della vita omoerotica della Toscana rinascimentale, parlando dei bagni come un luogo non solo di benessere fisico ma di incontri sessuali e scambi reciproci: un ragazzo riporta infatti che andava spesso al fiume con un amico, con cui aveva rapporti sessuali mentre gli insegnava a nuotare nell'Arno.

### Ispirazione
Già nell'ultimo decennio del XV secolo Albrecht Dürer aveva realizzato incisioni rappresentati gruppi di uomini o donne intenti a socializzare nei bagni. Nonostante le incisioni di Durer godettero di ampia diffusione in tutta Europa, il modello di Passignano fu probabilmente la Battaglia di Cascina di Michelangelo. Per quanto Michelangelo non realizzò mai l'affresco, che avrebbe dovuto abbellire una parete del Salone dei Cinquecento, disegni preparatori e copie circolarono nella Firenze del Cinquecento e diversi critici hanno notato somiglianze stilistiche. L'affresco avrebbe dovuto rappresentare una scena dell'omonima battaglia: i soldati fiorentini, accaldati in una giornata d'estate, si erano spogliati per bagnarsi in Arno, quando i pisani si avventarono contro di loro a sorpresa; avvertiti in tempo e rinfrescati dal bagno, i fiorentini riuscirono a rivestirsi in tempo e sconfiggere i nemici.

### Proprietari
Pochi documenti testimoniano la storia dell'opera dal 1600 ad oggi. La tela faceva presumibilmente parte della collezione del marchese Filippo Niccolini a cavallo tra la fine dei Seicento e l'inizio del Settecento. Bagnanti a San Niccolò ricompare a Londra nel 1959, nella Lefevre Gallery e, da qui, passa in mano privata fino al 2017, quando viene messo all'asta da Sotheby's. Il dipinto è stato venduto per oltre settecentomila dollari a un altro privato.